# Apostle (película de 2018)
Apostle es una película británica-estadounidense de terror escrita y dirigida por Gareth Evans y protagonizada por Dan Stevens, Lucy Boynton, Mark Lewis Jones, Bill Milner, Kristine Froseth y Michael Sheen. Tuvo su premier mundial en el Fantastic Fest en septiembre de 2018. La película se estrenó en Netflix el 12 de octubre de 2018.

## Sinopsis
Es el año 1905. Thomas Richardson viaja a una isla remota para rescatar a su hermana, Jennifer, que ha sido secuestrada y retenida para pedir rescate por una secta misteriosa. Haciéndose pasar por un converso, Thomas se encuentra con el líder, Malcolm Howe, quien fundó el culto con otros dos convictos, Frank y Quinn. Afirman que la isla estéril se volvió fértil a través del  sacrificio de sangre. Thomas descubre que el hijo de Frank, Jeremy, y la hija de Quinn, Ffion, se escabullen a casa después de una  cita. Obliga a Jeremy a admitir que Jennifer fue secuestrada para pedir un rescate, ya que el culto no tiene los recursos para pagar los continuos sacrificios de animales necesarios para mantener la fertilidad de la isla.
Uno de los recién llegados intenta asesinar a Malcolm, pero Thomas interviene y resulta herido. La misma noche, Malcolm hace desfilar a Jennifer por el pueblo, alegando que la matarán si su cómplice no se presenta. Thomas huye de una anciana que lo persigue y se escapa a una cueva en la playa cubierta de marcas, lo que indica la presencia de una deidad. Malcolm visita un granero donde la anciana que es, de hecho, la deidad de la isla, está aprisionada entre las raíces de los árboles; la reprende por aparecer ante Thomas antes de alimentarla con su sangre, lo que hace que florezca la vegetación que la aprisiona. Thomas le dice a Andrea, la hija de Malcolm, que él era un  cristiano  misionero que fue perseguido en Pekín durante la rebelión de los bóxers por presentando Cristianismo a China, y como resultado perdió su fe. Ella lo lleva a una choza en un campo de trigo para que se esconda.
Ffion le revela a Jeremy que está embarazada y la pareja decide fugarse. Sin embargo, Quinn asesina a Ffion en un aborto forzado. Jeremy apuñala a Quinn y los guardias lo capturan. Quinn incrimina a Jeremy por el asesinato de Ffion y usa un ritual de "purificación" para asesinarlo. Quinn llama a Malcolm un falso profeta y exige que se pruebe a sí mismo matando a Thomas. Frank, enfurecido por la muerte de su hijo, ataca a Quinn, permitiendo que Thomas escape.
Frank y Thomas huyen y llegan al granero donde se encuentra la Diosa. Frank entra, con la intención de matar a La Diosa, pero es asesinado por una figura enmascarada, The Grinder, a quien Thomas presencia forzar la alimentación de Frank con la sangre de La Diosa. Pasando sigilosamente, encuentra a Jennifer viva, pero colgada en un saco. Cuando la suelta, queda inconsciente. Se encuentra atado a una mesa para picar carne con ganchos incrustados en sus manos y piernas. Se escapa y mata a The Grinder.
Quinn les revela a Jennifer y Andrea cautivas que encarceló a La Diosa después de que él y Malcolm se dieron cuenta de sus poderes. Planea embarazarlos repetidamente y usar a su descendencia como sacrificios de sangre. La Diosa le muestra a Thomas su historia con el culto y le ruega que la libere; él le concede su deseo  inmolando. El pueblo también se incendia y los aldeanos huyen a los barcos. Thomas, Andrea y Jennifer dominan y matan a Quinn a costa de que Thomas sufra heridas de arma blanca. Se derrumba, despidiéndose de Jennifer y Andrea mientras escapan en bote. Con la fe restaurada, Thomas es descubierto por un Malcolm herido. A medida que sangra en el suelo, la vegetación que lo rodea crece y se infunde dentro de su cuerpo, mientras que sus ojos adquieren la misma forma y color que los de la diosa, lo que significa su renacimiento como el nuevo guardián de la isla.

## Reparto
- Dan Stevens como Thomas Richardson.
- Michael Sheen como Malcolm Howe.
- Mark Lewis Jones como Quinn.
- Paul Higgins como Frank.
- Lucy Boynton como Andrea Howe.
- Bill Milner como Jeremy.
- Kristine Froseth como Ffion.
- Elen Rhys como Jennifer Richardson.
- Sharon Morgan como Her.
- Sebastian McCheyne como The Grinder.

## Producción
El 2 de noviembre de 2016,  se anunció que Gareth Evans estaba trabajando en un proyecto nuevo que  escribiría y dirigiría. Dan Stevens fue confirmado para el papel protagonista. En marzo de 2017, la película fue adquirida por Netflix. Más tarde ese mes,  se anunció que Michael Sheen, Lucy Boynton, Bill Milner y Kristine Froseth se habían unido al reparto. El rodaje comenzó en abril de 2017. La película fue rodada en su mayor parte en un set en Margam Park en Neath-Port Talbot, Gales.

## Estreno
La película tuvo su premier en el Fantastic Fest en septiembre de 2018. Se estrenó en Netflix el 12 de octubre de 2018.

## Recepción
The Apostle recibió reseñas positivas de parte de la crítica y de la audiencia. En el portal de internet Rotten Tomatoes la película obtuvo una aprobación de 80%, basada en 54 reseñas, con una calificación de 6.7/10, mientras que de parte de la audiencia tuvo una aprobación de 56%, basada en 625 votos, con una calificación de 3.2/5.
El sitio web Metacritic le dio a la película una puntuación 62 sobre 100, basada en 17 reseñas, indicando «reseñas generalmente favorables». En el sitio web IMDb los usuarios le dieron una calificación de 6.4/10, sobre la base de 15 398 votos. En la página FilmAffinity tiene una calificación de 5.4/10, basada en 2075 votos.